# Ilztal
Ilztal é um município da Áustria, situado no distrito de Weiz, no estado da Estíria. Tem 22,48 km² de área e sua população em 2019 foi estimada em 2.153 habitantes.